# Doblemente embarazada (película de 2019)
Doblemente embarazada es una película de comedia mexicana de 2019 dirigida por Koko Stambuk La película se estrenó el 20 de diciembre de 2019. Está protagonizada por Maite Perroni, quien se desempeña como productora ejecutiva. Además, Perroni comparte créditos con Matías Novoa, Gustavo Egelhaaf y Verónica Jaspeado. La trama gira en torno a Cristina, quien descubre que está embarazada unos días antes de su boda; La felicidad desaparece después de darse cuenta de que no sabe quién es el padre. Esto se debe a un loco encuentro con su exnovio durante la despedida de soltera.

## Sinopsis
Cristina está a punto de casarse con Javier. Una noche, su amiga la lleva a celebrar su despedida de soltera, donde tiene un encuentro inesperado con su ex amante en vida. A las pocas semanas, Cristina se entera de que está embarazada, y no sabe si el padre es de su futuro marido, Javier, o de Felipe. Las sorpresas aumentan cuando, en el cuarto mes de embarazo, el médico le comunica a Cristina los resultados de la prueba de paternidad.

## Reparto
- Maite Perroni como Cristina
- Matías Novoa como Felipe
- Gustavo Egelhaaf como Javier
- Verónica Jaspeado como Catalina